# Parc Olympique Lyonnais
Parc Olympique Lyonnais je stadion u Lyonu u Francuskoj, poznat je pod nadimcima Parc OL.
Na njemu domaće utakmice igra nogometni klub Olympique Lyonnais, nalazi se u Décines-Charpieu predgrađu Lyona.
Stadion ima kapacitet od 59.186 mjesta, te je zamijenio gradski stadion Stade de Gerland. Nakon pripremnih radova 2012. izgradnja je započela u ljeto 2013. godine. Lyon je odigrao svoju prvu utakmicu na novom stadionu 9. siječnja 2016. godine, protiv Troyesa. U okviru Europskog prvenstva 2016. na njemu je odigrano šest susreta.

### Europsko prvenstvo 2016.
| Datum      | Reprezentacija | Rez. | Reprezentacija | Krug         |
| ---------- | -------------- | ---- | -------------- | ------------ |
| 13. lipnja | Belgija        | 0-2  | Italija        | Grupa E      |
| 16. lipnja | Ukrajina       | 0-2  | Sjeverna Irska | Grupa C      |
| 19. lipnja | Rumunjska      | 0-1  | Albanija       | Grupa A      |
| 22. lipnja | Mađarska       | 3-3  | Portugal       | Grupa F      |
| 26. lipnja | Francuska      | 2-1  | Irska          | Osminafinala |
| 6. srpnja  | Portugal       | 2-0  | Wales          | polufinale   |

## Vanjske poveznice
- Službena stranica  Arhivirana inačica izvorne stranice od 16. srpnja 2017. (Wayback Machine)